# Таншъхуай
Таншъхуай (на китайски: 檀石槐; на пинин: Tánshíhuái) е владетел на сиенбейците и основател на Сиенбейската империя.

## Биография
Роден е през 141 година, според легендата в резултат на непорочно зачатие. В средата на 150-те години е издигнат за старейшина и до края на живота си води непрекъснати войни, като обединява сиенбейските родове.
Таншъхуай нанася окончателно поражение на северните хунну, които се изселват на запад, и установява контрол над степните области от Манджурия до Джунгария и Саяните. На юг нанася няколко тежки поражения на империята Хан, достигайки до долината на Хуанхъ.
Таншъхуай умира през 181 година. След конфликти между наследниците държавата му се разпада половин век по-късно.